# برايان غودوين
برايان غودوين هو رياضياتي وأحيائي كندي، ولد في 25 مارس 1931 في Sainte-Anne-de-Bellevue ‏ في كندا، وتوفي في 15 يوليو 2009.